# 黒木優子
黒木 優子（くろき ゆうこ、1991年3月28日 - ）は、日本のプロボクサー、タレント。福岡県福岡市出身。スタイルはサウスポー。身長158cm。血液型はA型。真正ボクシングジム所属。マネジメントはオフィスコットン。現WBA女子世界ミニマム級王者。元WBO・WBA女子世界アトム級統一王者。第6代WBC女子世界ミニフライ級王者。初代WBC女子世界アトム級ユース王者。世界2階級制覇王者。中村学園大学短期大学部卒業。

## 来歴
3歳よりスキーを始め、小2よりアルペンスキー選手として活躍。中村学園女子高等学校では2年連続で国体、インターハイに出場した。小学生時代に福岡ジュニア選手権で競った同学年のライバルにバンクーバー・ソチ・平昌オリンピックモーグル日本代表の村田愛里咲がいた。
ボクシングを始めたのは中学2年のとき、警察官である父がトレーニングとして行っていたボクシングを勧められ、エクササイズ目的としてフィットネス専門のボクシングジムに通う。その後、試合に出たい気持ちが強くなり、さらに「スキーでは雪国の選手には敵わないから」という理由でボクシングに専念することを決めた。
2008年にJBCの女子公認の情報を受けてボクサーを目指すため（元日本スーパーフライ級ランカー関博之が会長を務め、有永政幸らを輩出した）関ボクシングジムに移籍して、同年4月15日に福岡で初めて開かれたプロテストを受験してプロライセンスを取得。
2008年6月15日、福岡市九電記念体育館にてエキシビションに参加。

### ボクサーデビュー
2008年12月20日、ももち体育館での西田久美子（マナベ）戦で、それまでの小林悠梨を抜いて17歳8か月のJBC女子最年少（当時。2010年に山田紗暉、現在は四宮菊乃が更新）デビュー。同門の奈須辰之ら男子の8回戦をも抑え、女子のデビュー戦としては破格とも言えるメインイベントに抜擢される。1回でダウンを喫して敗れたものの、元世界ランカー相手に0-2判定に持ち込んだ。
2009年、中村学園女子高校を卒業、中村学園大学短期大学部（食物栄養学科）に進学。
2009年4月5日、クローバープラザにて横関夏芽（緑）を3-0判定で退け初勝利を挙げる。
2009年6月26日、プロ3戦目「G Legend 2」で後楽園ホールに初登場。元アマチュア王者で後のIBF女子世界ジュニアフライ級王者柴田直子（ワールドS）に左カウンターと軽快なフットワークを見せたが、バッティングによる減点も影響し0-2の判定負け。
2009年12月19日、福岡市九電記念体育館でのセミファイナルにてポーランド系カナダ人で韓国フライ級4位のエイミー・ベレゾウスキーに1回TKO勝ち。
2010年5月23日、アクシオン福岡のメインイベントで中国ライトフライ級3位の劉大琳（リゥ・ダ・リン）と対戦し、4回3-0の判定勝ち。
2010年10月17日、福岡県立久留米体育館で同い年の元アマチュア王者リンクス中原（久留米櫛間）と対戦し、4回3-0の判定勝ち。OPBF女子東洋太平洋アトム級10位にランクされる。
2010年12月26日、福岡市九電記念体育館で中国フライ級2位の刘琦（リウ・チー、 中国）を相手に初の6回戦に挑み、1回と3回にダウンを奪いKO勝利。WBC世界アトム級25位にランクされる。
2011年3月、中村学園短期大学を卒業。
2011年5月8日、アクシオン福岡にて初の8回戦としてOPBF女子東洋太平洋ミニフライ級8位の金奈暻（キム・ナギョン、 韓国）を3回TKOで下し、初の連続KO勝利。

### ユース王座獲得
7月8日、福岡市九電記念体育館での興行「亀田三兄弟全国行脚 弐 in 福岡」にてそれまで6戦無敗だったノンキャット・ロンリエンキラコラート（ワッサナ・カームデー）とのWBCユース・世界アトム級タイトルマッチ10回戦に挑む。2回と4回にダウン奪い、1分56秒レフェリーストップTKOで勝利。女子としてはもちろんのこと、JBC解禁後初の世界ユース奪取となった（日本での奪取は2002年の杉田真教以来だが、杉田はJBCに認められず、メインで防衛した亀田和毅（亀田）の王座は公認前にメキシコで獲得したものである）。この試合は7月12日のTBS深夜枠にて亀田和毅・大毅の試合、さらにタイで行われた粉川拓也（宮田）の世界戦と合わせて録画中継された（RKB・TBSチャンネルでも放送）。
12月25日、福岡市九電記念体育館でのOPBF東洋太平洋アトム級王者で2度の世界王座挑戦歴のあるアマラー・ゴーキャットジム（ タイ）とのノンタイトル10回戦に出場。当初はユース王座の防衛戦を予定していた。B級昇格後は全試合4回までのKO勝利だった黒木にとって5回以上を初めて戦うことになったが、最終10回まで優勢に進め3-0判定勝利。小関桃（青木）が持つWBC世界同級王座挑戦権を獲得した。
しかし、その試合を最後に「方向性の違い」からジムを離脱し、個人で練習を続けていた。

### 移籍
2012年、九州初の女子プロボクサー古賀友子がJR博多駅前に設立したYuKOフィットネスボクシングジムに移籍。トレーナーは元帝拳所属プロボクサーの西尾誠。
10月7日にフードパル熊本でエキシビションを行った後、移籍後の初戦は11月16日に後楽園ホールでのセミとして47kg契約で東洋太平洋4位の小田美佳（宮田）と対戦（メインは同じ九州出身である飛天かずひこの8回戦）。試合は2回TKOで相手を倒し、1年近いブランクを感じさせない勝利で飾った。

### 世界王座初挑戦
2013年3月3日、後楽園ホールにおける「G Legend 5」にてトリプル世界戦の一戦として世界初挑戦が決まり、多田悦子（フュチュール）が持つWBA女子世界ミニマム級王座に挑む。それまでの安藤麻里（フュチュール）を上回る21歳11か月3日での女子最年少世界王座を目指したが、0-3大差判定で王座奪取に失敗、約3年8か月ぶりの黒星となった。

### 再起戦
6月24日、WBA女子世界ライトミニマム級タイトルマッチ、宮尾綾香 vs 安藤麻里2のアンダーカードとして小関桃が持つWBC女子世界アトム級王座に挑戦した経験がある花形冴美（花形）と対戦。試合は0-3判定で敗れ初の連敗となった。

### 東洋太平洋王座挑戦
12月3日、OPBF東洋太平洋ミニフライ級王座決定戦として花形冴美とダイレクトリマッチで争う。試合は三者三様の引き分けで王座獲得ならず。この年限りで西尾トレーナーが三迫ボクシングジムへ移籍。古賀会長が暫定的にトレーナーを兼任することに。
2014年3月16日、福岡市九電記念体育館にて世界前哨戦と銘打ち、前の試合でサムソン・トー・ブワマーッのWIBA王座に挑戦したWBC世界アトム級13位アイサー・アリコ（ フィリピン）と対戦。約2年4か月ぶりで移籍後は初となる地元福岡での試合は3回TKOで1年4か月ぶりの勝利を挙げ、未勝利を3で止めた。

### 世界王座獲得
5月17日、大阪・アゼリア大正にて安藤麻里が持つWBC女子世界ミニフライ級王座に挑戦。試合は3-0（96-94×2、97-93）の判定で勝利し2度目の挑戦で初の世界タイトル獲得を果たした。

### 世界王座防衛

#### 初防衛
11月1日、地元のアクロス福岡にて元IBF王者でWBC2位のカティア・グティエレス（ メキシコ）を迎え初防衛戦。試合は得意の左ストレートが発揮できなかったものの、冷静に距離を取って2-1の判定で辛くも初防衛成功。

#### 2度目の防衛
2015年5月9日、大阪府豊中市アクア文化ホールにて12位の秋田屋まさえ（ワイルドビート）相手に2度目の防衛戦。3-0の判定で2度目の防衛に成功した。
8月16日、九電記念体育館にてカニタ・サックナロン（ タイ）と48kg契約ノンタイトル8回戦ノンタイトル。3回43秒レフェリーストップTKOで勝利、1年5か月ぶりのKO勝利で飾る。

#### 3度目の防衛
12月20日、福岡市九電記念体育館にてにて前IBF王者でWBC4位のナンシー・フランコ（ メキシコ）を迎え、3度目の防衛戦。試合は3-0の判定で勝利し3度目の防衛に成功。この試合はテレビ西日本にて当日深夜枠で録画中継された（解説：長谷川穂積、実況：坂梨公俊）。

#### 4度目の防衛
2016年2月より東洋太平洋女子スーパーバンタム級王者高野人母美（協栄）がモデルとして所属するオフィスコットンとマネジメント契約を結び、高野同様芸能活動も展開するとともに東京や大阪でも積極的に試合を多く組むことが報道された。
次戦は4度目の防衛戦として6月6日、後楽園ホールにてWBCアトム級10位のノル・グロ（ フィリピン）を迎え撃つ。前座で高野の再起戦も組まれる予定だった。初回から左ストレートで攻め3回に最初のダウン、8回にもダウンを奪うと相手はそのまま立ち上がれずKO、4度目の防衛は世界戦初のKOで成功した。この試合は19日（20日未明）放送のテレビ朝日「GET SPORTS」が密着した。

#### 5度目の防衛
5度目の防衛戦は12月18日、九電記念体育館にて前王者安藤麻里と2年7か月ぶりの再戦。2回と5回にそれぞれダウンを奪って逃げ切り3-0（96-92×3）の判定で勝利し5度目の防衛に成功。

#### 6度目の防衛戦（王座陥落）
6度目の防衛戦は2017年12月7日、九電記念体育館にてWBC女子アトム級王座を17度防衛した小関桃（青木）と対戦し、0-3（93-97、92-98、94-96）の判定負けを喫しWBC女子世界ミニフライ級王座の6度目の防衛に失敗、王座から陥落した。

### 再起
2018年4月17日、後楽園ホールにて元東洋太平洋アトム級王者神田桃子（協栄）相手に判定勝ちを収め再起を飾る。

### 世界再挑戦
9月30日、後楽園ホールにてIBF女子世界アトム級王座決定戦として花形冴美と3度目の対戦も、1-2（94-96×2、96-95）判定で敗れ2階級制覇ならず。

### 雌伏
2019年4月14日、京都KBSホールにて、元WBO女子世界アトム級王者池山直（フュチュール）と対戦も1-1判定で引き分け。
2021年6月7日、後楽園ホールで同門の葉月さなが返上したOPBF女子東洋太平洋ミニマム級王座決定戦を日本王者の千本瑞規（ワタナベ）と争うが、0-2の判定で敗れ王座獲得ならず。
2022年5月28日、約1年ぶりの試合及び初の海外遠征としてタイ・バンコクにてピチャダー・シンマナサックと対戦し2回KOで4年ぶりの勝利を飾った。KO勝ちは6年ぶり。

### 世界2階級制覇
9月1日、後楽園ホールで行われた「Queens Crest2022」にて鈴木菜々江（シュウ）が持つWBO女子世界アトム級王座に挑戦。真正ジムの山下正人会長をセコンドに迎え、「負けたら引退」の覚悟で挑んだこの試合は初回から優位に進め、3-0（97-93、98-92×2）の判定で勝利、4年8か月ぶりの王座返り咲きとともにJBC公認下の女子では5人目となる世界2階級制覇を達成した。

#### 初防衛・移籍
2023年3月30日、後楽園ホールでの「VICTORIVA vol.11」にてWBO女子世界アトム級王座の初防衛戦として前王者鈴木菜々江とのダイレクトリマッチで対戦。体力勝負に耐えて3-0（96-94×2、97-93）の判定で初防衛に成功。試合後、真正ジムへ移籍を発表。この1年間は拠点の福岡を離れ真正ジムのある神戸にいる割合が半々だったことと、代表を務めていたYuKOフィットネスジムが移転して名称変更されること（後述）になったため、移籍を決断した。そして4月14日付で真正ジム移籍が認められた。

#### 王座統一
8月5日、移籍初戦として神戸市立中央体育館での『WHO'S NEXT DYNAMIC GLOVE on U-NEXT』にてWBA王者モンセラット・アラルコン（ メキシコ）との王座統一戦に挑戦。序盤に左薬指を負傷するアクシデントに見舞われながらも、10回2-0（95-95、96-94×2）の判定勝ちを収めてWBO王座の2度目の防衛とWBA王座獲得に成功し、日本人女子としては同級の小関桃に次いで2人目の世界王座統一を果たした。

#### 統一王座初防衛戦
2024年1月12日、後楽園ホールでの『フェニックスバトル109』のメインとしてWBA・WBO2位の指名挑戦者松田恵里（TEAM10COUNT）を迎えて、WBO3度目・WBA初防衛戦。日本人女子初となる統一世界王座防衛を目指したが、10回1-2（93-97、94-96、96-94）の判定で敗れ統一王座から陥落した。

### 再起戦
2024年9月29日、福智町金田体育館にて6年10ヶ月ぶりの凱旋試合としてセミファイナルでヴィスター・シリッデット（ タイ）相手に再起戦を行い、4回レフェリーストップTKOで再起を果たした。この試合は北九州市の折尾ジム所属プロボクサーであるベジータ石川の公式YouTubeチャンネルにてメンバーズ（有料）配信された。

### ミニマム級王座再獲得
2025年1月21日、後楽園ホールでの『フェニックスバトル128』にてWBA女子世界ミニマム級王座決定戦としてソ・ヨギョン（ 韓国）と対戦。3-0（96-94×3）の僅差判定を制し、1年ぶりの王座返り咲きを果たした。

#### 初防衛戦
2025年6月26日、後楽園ホールにてWBA3位の鈴木なな子（横浜光）を迎えてWBA王座初防衛戦を行い、3-0（97-93、98-92、99-91）の判定で初防衛成功。

## 人物像・エピソード
- 試合の際は髪型をドレッドヘアにして臨む。
- 小学3年時から日本海洋少年団連盟の福岡海洋少年団に所属していた。
- 高2の夏休みにひとりでニュージーランドに渡りスキー合宿を挙行した。合宿では現地の食べ物を摂りすぎて10kg太ったが、帰国後すぐに戻した[8]。
- 料理が趣味で、ジムでは自分で作ったケーキを持参し、練習相手の男子ボクサーへ御礼代わりにプレゼントをすることもある。栄養士の資格も持つ。また、釣りも趣味としている。
- かなりの大食いではあるが、現在は食べても体重はあまり変わらないため、普段の体重は最初に世界チャンピオンとなったミニフライ級の範囲であり、減量は調整程度だという[73]。
- 短大卒業後はボクシングと並行して、コナミスポーツクラブ城南のインストラクターを務めていた[74]。YuKO移籍後は「フィットネスボクシングパーソナル」のパーソナルトレーナーも兼任していた[75]。
- 2011年12月放送の『炎の体育会TV』に出演、ボクシング経験のある柴田英嗣と対戦し4度ダウンを奪い判定勝利した。なお、花束贈呈役に大晦日に2度目のWBCミニマム級王座防衛戦を控えていた井岡一翔が登場している。
- 2011年より飲酒運転撲滅運動に参加しており、福岡市民の有志で構成された「飲酒運転撲滅を推進する市民の会」にファイトマネーの一部を寄付する他、勝利者インタビューでも撲滅を訴え、街頭で啓発チラシを配ったこともある[76]。
- 2012年2月19日に父の地元熊本県人吉市で開かれた「第9回ひとよし春風マラソン」にゲスト参加して、完走[77]。
- 憧れの選手に同じサウスポースタイルの長谷川穂積を挙げている。
- 上京した際にはワタナベボクシングジムに出稽古をしたことがあり、同ジムに所属していた元WBAスーパーフェザー級王者内山高志とも親交がある[78]。
- 女子ボクサーの大半が普段からジャージを着用する中、「リング上とのギャップが大事」とおしゃれにもこだわり、試合前の調印式もドレスアップし、当日もスカートとハイヒールを履いて会場入りする[79]。
- 2023年4月まで所属していた「YuKO」は「優子」に「YouをKO」を組み合わせた造語である[80]が、後に黒木以外にも男女問わず複数のプロボクサーが所属していた。しかし、2022年10月14日に建物の老朽化及び契約期間満了のため閉鎖し、フィットネス部門は11月1日からYuKO初代会長の古賀友子がパーソナルトレーナーに就任した六本松フィットネスボクシングジム内にてYuKOパーソナルボクシングジムとして移転開業[81]。プロ部門は引き続きYuKOフィットネスボクシングジム名義で活動するが、2022年10月に元福岡帝拳の北島元（北島桃太郎）が開設し、YuKO所属選手だった古川のどかがチーフトレーナーを務める北島ボクシングジム（通称キタジム）に2023年4月18日付で名義変更された[82]。
- 4度目の防衛戦の計量ではアジサイの花をあしらった水着姿を披露した[83]。
- 2017年2月、『KUNOICHI』（TBS系）にトップとして出場するが、2番目の障害物で脱落[7]。
- お笑い芸人のがんばれ!ぶそんくんは海洋少年団時代の先輩であり家庭教師も務めていた[84]。また、黒木の試合でMCを担当したこともある[85]。

## 戦績
- プロボクシング：35戦 25勝 10KO 8敗 2分

| 戦           | 日付           | 勝敗 | 時間    | 内容    | 対戦相手                             | 国籍       | 備考                                        |
| ------------ | -------------- | ---- | ------- | ------- | ------------------------------------ | ---------- | ------------------------------------------- |
| 1            | 2008年12月20日 | ★    | 4R      | 判定0-2 | 西田久美子(マナベ)                   | 日本       | プロデビュー戦                              |
| 2            | 2009年4月5日   | ☆    | 4R      | 判定3-0 | 横関夏芽(緑)                         | 日本       |                                             |
| 3            | 2009年6月26日  | ★    | 4R      | 判定0-2 | 柴田直子(ワールドスポーツ)           | 日本       |                                             |
| 4            | 2009年12月19日 | ☆    | 2R 1:03 | TKO     | エイミー・ベレゾウスキー             | カナダ     |                                             |
| 5            | 2010年5月23日  | ☆    | 4R      | 判定3-0 | 劉大琳                               | 中国       |                                             |
| 6            | 2010年10月17日 | ☆    | 4R      | 判定3-0 | リンクス中原(久留米櫛間)             | 日本       |                                             |
| 7            | 2010年12月26日 | ☆    | 3R 0:55 | KO      | 刘琦                                 | 中国       |                                             |
| 8            | 2011年5月8日   | ☆    | 3R 1:59 | TKO     | 金奈暻                               | 韓国       |                                             |
| 9            | 2011年7月8日   | ☆    | 4R 1:56 | TKO     | ノンキャット・ロンリエンキラコラート | タイ       | WBC女子世界アトム級ユース王座獲得           |
| 10           | 2011年12月25日 | ☆    | 10R     | 判定3-0 | アマラー・ゴーキャットジム           | タイ       |                                             |
| 11           | 2012年11月16日 | ☆    | 2R 1:50 | TKO     | 小田美佳(宮田)                       | 日本       |                                             |
| 12           | 2013年3月3日   | ★    | 10R     | 判定0-3 | 多田悦子(フュチュール)               | 日本       | WBA女子世界ミニマム級王座挑戦               |
| 13           | 2013年6月24日  | ★    | 8R      | 判定0-3 | 花形冴美(花形)                       | 日本       |                                             |
| 14           | 2013年12月3日  | △    | 8R      | 判定1-1 | 花形冴美(花形)                       | 日本       | OPBF東洋太平洋ミニフライ級王座決定戦        |
| 15           | 2014年3月16日  | ☆    | 3R      | TKO     | アイサー・アリコ                     | フィリピン |                                             |
| 16           | 2014年5月17日  | ☆    | 10R     | 判定3-0 | 安藤麻里(フュチュール)               | 日本       | WBC女子世界ミニフライ級王座獲得             |
| 17           | 2014年11月1日  | ☆    | 10R     | 判定2-1 | カティア・グティエレス               | メキシコ   | WBC防衛1                                    |
| 18           | 2015年5月9日   | ☆    | 10R     | 判定3-0 | 秋田屋まさえ(ワイルドビート)         | 日本       | WBC防衛2                                    |
| 19           | 2015年8月16日  | ☆    | 3R 0:43 | TKO     | カニタ・サックナロン                 | タイ       |                                             |
| 20           | 2015年12月13日 | ☆    | 10R     | 判定3-0 | ナンシー・フランコ                   | メキシコ   | WBC防衛3                                    |
| 21           | 2016年6月6日   | ☆    | 8R 2:09 | KO      | ノル・グロ                           | フィリピン | WBC防衛4                                    |
| 22           | 2016年12月18日 | ☆    | 10R     | 判定3-0 | 安藤麻里(フュチュール)               | 日本       | WBC防衛5                                    |
| 23           | 2017年12月7日  | ★    | 10R     | 判定0-3 | 小関桃(青木)                         | 日本       | WBC女子世界ミニフライ級王座陥落             |
| 24           | 2018年4月17日  | ☆    | 8R      | 判定3-0 | 神田桃子(協栄)                       | 日本       |                                             |
| 25           | 2018年9月30日  | ★    | 10R     | 判定1-2 | 花形冴美(花形)                       | 日本       | IBF女子世界アトム級王座決定戦               |
| 26           | 2019年4月14日  | △    | 8R      | 判定1-0 | 池山直(フュチュール)                 | 日本       |                                             |
| 27           | 2021年6月7日   | ★    | 8R      | 判定0-2 | 千本瑞規(ワタナベ)                   | 日本       | OPBF女子東洋太平洋ミニマム級王座決定戦      |
| 28           | 2022年5月28日  | ☆    | 2R      | KO      | ピチャダー・シンマナサック           | タイ       |                                             |
| 29           | 2022年9月1日   | ☆    | 10R     | 判定3-0 | 鈴木菜々江(シュウ)                   | 日本       | WBO女子世界アトム級王座獲得                 |
| 30           | 2023年3月30日  | ☆    | 10R     | 判定3-0 | 鈴木菜々江(シュウ)                   | 日本       | WBO防衛1                                    |
| 31           | 2023年8月5日   | ☆    | 10R     | 判定2-0 | モンセラット・アラルコン             | メキシコ   | WBA・WBO女子世界アトム級王座統一戦 WBO防衛2 |
| 32           | 2024年1月12日  | ★    | 10R     | 判定1-2 | 松田恵里(TEAM10COUNT)                | 日本       | WBA・WBO女子世界アトム級王座陥落            |
| 33           | 2024年9月29日  | ☆    | 4R 1:38 | TKO     | ヴィスター・シリッデット             | タイ       |                                             |
| 34           | 2025年1月21日  | ☆    | 10R     | 判定3-0 | ソ・ヨギョン                         | 韓国       | WBA女子世界ミニマム級王座獲得               |
| 35           | 2025年6月26日  | ☆    | 10R     | 3-0     | 鈴木なな子(横浜光)                   | 日本       | WBA防衛1                                    |
| テンプレート |                |      |         |         |                                      |            |                                             |

## 獲得タイトル
- 初代WBC女子世界アトム級ユース王座
- 第6代WBC女子世界ミニフライ級王座（防衛5=陥落）
- 第4代WBO女子世界アトム級王座（防衛2=陥落）
- 第7代WBA女子世界アトム級王座（防衛0=陥落）
- 第6代WBA女子世界ミニマム級王座（防衛1）

## CM出演
- オートバックスセブン（2016年11月18日 - ）：西日本エリア限定
- あ美ん（2016年）